# Nicole Mitchell
Nicole Mitchell, född den 5 juni 1974, är en jamaicansk före detta friidrottare som tävlade i kortdistanslöpning.
Mitchell var som junior väldigt framgångsrik med VM-guld 1992 och silver 1990 på 100 meter. Hon ingick även i det jamaicanska stafettlaget på 4 x 100 meter som blev bronsmedaljörer både vid VM 1993 och vid Olympiska sommarspelen 1996.

## Personliga rekord
- 100 meter - 11,18